# Liste der Naturdenkmale in Höhr-Grenzhausen
Die Liste der Naturdenkmale in Höhr-Grenzhausen nennt die im Gemeindegebiet von Höhr-Grenzhausen ausgewiesenen Naturdenkmale (Stand 13. Juni 2024).

## Naturdenkmale
| Nr.         | Bezeichnung                                        | Lage                                                        | Beschreibung                             | Bild                          |
| ----------- | -------------------------------------------------- | ----------------------------------------------------------- | ---------------------------------------- | ----------------------------- |
| ND-7143-420 | Kaiserstuhl                                        | Grenzau, westlich von Grenzau, Distrikt Glassauer Berg Lage | Felsengruppe; flächenhaftes Naturdenkmal | mehr Fotos \| Fotos hochladen |
| ND-7143-422 | Rotbuche am Anwesen Paulus und Thewalt             | Höhr, Gartenstraße, bei Nr. 14 Lage                         | Fagus sylvatica                          | Fotos hochladen               |
| ND-7143-423 | Sommerlinde an der Villa Schilz                    | Höhr, hinter Emser Straße, hinter Nr. 23 Lage               | Tilia platyphyllos                       | Fotos hochladen               |
| ND-7143-425 | Drei Kastanien an der katholischen Kirche          | Höhr, Schulstraße Lage                                      | Aesculus hippocastanum, drei Bäume       | Fotos hochladen               |
| ND-7143-426 | Alte Hainbuche hinter der katholischen Pfarrkirche | Höhr, Töpferstraße, hinter Nr. 15 Lage                      | Carpinus betulus                         | Fotos hochladen               |

## Ehemalige Naturdenkmale
| Nr. | Bezeichnung                  | Lage                                          | Beschreibung                                        | Bild            |
| --- | ---------------------------- | --------------------------------------------- | --------------------------------------------------- | --------------- |
|     | Winterlinde Am alten Bahnhof | Grenzhausen, Am alten Bahnhof, bei Nr. 4 Lage | Tilia cordata; Rechtsverordnung vor 2009 aufgehoben | Fotos hochladen |